# Liothrips dentifer
Liothrips dentifer är en insektsart som först beskrevs av Ian A. Hood 1912.  Liothrips dentifer ingår i släktet Liothrips och familjen rörtripsar. Inga underarter finns listade i Catalogue of Life.